# Пестум
Пестум (итал. Paestum) је насеље у Италији у округу Салерно, и региону Кампанија.
Према процени из 2011. у насељу је живело 150 становника. Насеље се налази на надморској висини од 19 м.

## Историја
Пестум је био значајан старогрчки град на обали Тиренског мора у Великој Грчкој (лат. Magna Graecia). У то време град се звао Посејдонија (стгрч. Ποσειδωνία). Касније су га освојили локално племе Луканци, па Римљани, који су му дали садашње име. Од раног средњег века Пестум је напуштен и заборављен, све до 18. века.
Рушевине Пестума су чувене по три одлично очувана античка храма у дорском стилу, који потичу из периода 550—450. године п. н. е.
Археолошко налазиште је део данашње комуне Капачо Пестум.